# Fontenoy-sur-Moselle
Pour les articles homonymes, voir Fontenoy et Moselle.
Fontenoy-sur-Moselle est une commune française située dans le département de Meurthe-et-Moselle, en région Grand Est.

## Géographie

### Localisation
D’après les données Corine land Cover, le ban communal de 554 hectares comprend en 2011, plus de 40 % de terres arables et de prairies, près de 36 % de forêt et zones arbustives, 14,5 % de surfaces agricoles diverses et 2 % de zones industrielles et urbanisées.

### Géologie et relief
Hydrogéologie et climatologie : Système d’information pour la gestion des eaux souterraines du bassin Rhin-Meuse :
Territoire communal : Occupation du sol (Corinne Land Cover); Cours d'eau (BD Carthage),
Géologie : Carte géologique; Coupes géologiques et techniques,
 Hydrogéologie : Masses d'eau souterraine; BD Lisa; Cartes piézométriques.

### Voies de communications et transports
Les chroniques historiques et archéologiques signalent un ancien chemin traversant la commune d'est en ouest dit chemin « Brabant ».
Le territoire est desservi par les routes départementales 191a et 90 et traversé par le canal de la Moselle, le relief de plateau au-dessus des cours d'eau est aussi entaillé de petites vallées menant aux bois juré et bois essarté. (Fig. 1 - Fontenoy (ban communal))

#### Transports en commun
- Fluo Grand Est.

##### Lignes SNCF
- La commune est traversée par la ligne Paris-Strasbourg.
- Gare de Toul.

### Sismicité
Commune située dans une zone 1 de sismicité très faible.

### Hydrographie
La commune est dans le bassin versant du Rhin au sein du bassin Rhin-Meuse. Elle est drainée par la Moselle et la Moselle canalisée,.
La Moselle, d'une longueur totale de 560 kilomètres dont 314 kilomètres en France, prend sa source dans le massif des Vosges au col de Bussang et se jette dans le Rhin à Coblence en Allemagne. La Moselle sauvage accueille une installation de loisirs nautique sur cette commune
la Moselle canalisée est un canal, chenal non navigable de 135 km qui relie la commune de Dieulouardà celle de Kœnigsmacker où il se jette dans la Moselle. 

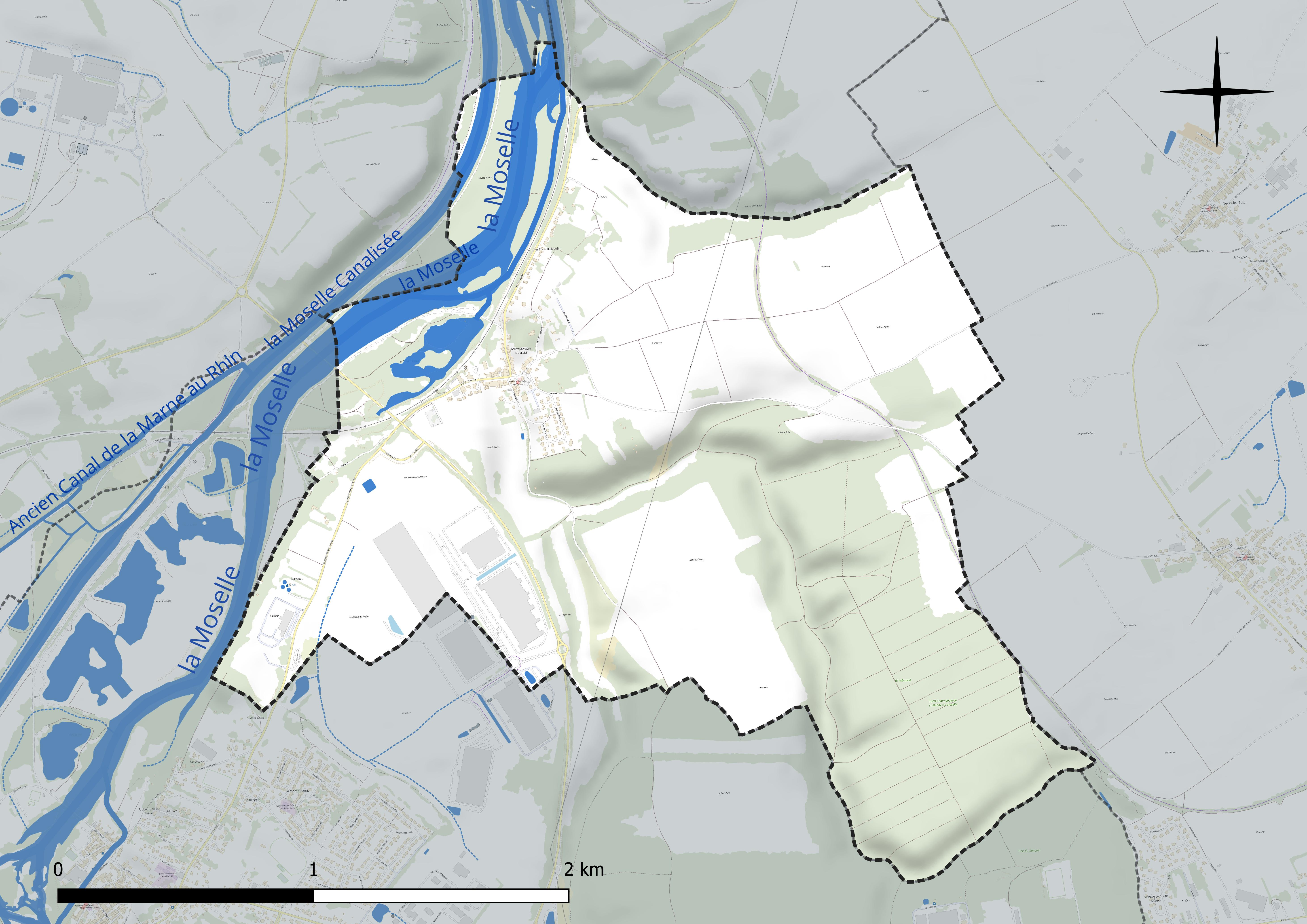
Réseau hydrographique de Fontenoy-sur-Moselle.

### Climat
Pour des articles plus généraux, voir Climat du Grand Est et Climat de Meurthe-et-Moselle.
En 2010, le climat de la commune est de type climat des marges montargnardes, selon une étude du Centre national de la recherche scientifique s'appuyant sur une série de données couvrant la période 1971-2000. En 2020, Météo-France publie une typologie des climats de la France métropolitaine dans laquelle la commune est dans une zone de transition entre le climat océanique altéré et le climat océanique altéré et est dans la région climatique  Lorraine, plateau de Langres, Morvan, caractérisée par un hiver rude (1,5 °C), des vents modérés et des brouillards fréquents en automne et hiver. 
Pour la période 1971-2000, la température annuelle moyenne est de 9,6 °C, avec une amplitude thermique annuelle de 16,6 °C. Le cumul annuel moyen de précipitations est de 810 mm, avec 12,3 jours de précipitations en janvier et 9,4 jours en juillet. Pour la période 1991-2020, la température moyenne annuelle observée sur la station météorologique de Météo-France la plus proche, « Nancy-Ochey », sur la commune d'Ochey à 15 km à vol d'oiseau, est de 10,5 °C et le cumul annuel moyen de précipitations est de 810,4 mm. 
La température maximale relevée sur cette station est de 39,6 °C, atteinte le 25 juillet 2019 ; la température minimale est de −19,1 °C, atteinte le 12 janvier 1987,,. 
Les paramètres climatiques de la commune ont été estimés pour le milieu du siècle (2041-2070) selon différents scénarios d'émission de gaz à effet de serre à partir des nouvelles projections climatiques de référence DRIAS-2020. Ils sont consultables sur un site dédié publié par Météo-France en novembre 2022.

## Urbanisme

### Typologie
Au 1er janvier 2024, Fontenoy-sur-Moselle est catégorisée commune rurale à habitat dispersé, selon la nouvelle grille communale de densité à sept niveaux définie par l'Insee en 2022.
Elle est située hors unité urbaine. Par ailleurs la commune fait partie de l'aire d'attraction de Nancy, dont elle est une commune de la couronne,. Cette aire, qui regroupe 353 communes, est catégorisée dans les aires de 200 000 à moins de 700 000 habitants,.

### Occupation des sols
L'occupation des sols de la commune, telle qu'elle ressort de la base de données européenne d’occupation biophysique des sols Corine Land Cover (CLC), est marquée par l'importance des territoires agricoles (54,7 % en 2018), en diminution par rapport à 1990 (63,1 %). La répartition détaillée en 2018 est la suivante : terres arables (32,1 %), forêts (28,9 %), zones agricoles hétérogènes (14,5 %), prairies (8 %), milieux à végétation arbustive et/ou herbacée (7,6 %), eaux continentales (6,9 %), zones urbanisées (1,5 %), zones industrielles ou commerciales et réseaux de communication (0,4 %). L'évolution de l’occupation des sols de la commune et de ses infrastructures peut être observée sur les différentes représentations cartographiques du territoire : la carte de Cassini (XVIIIe siècle), la carte d'état-major (1820-1866) et les cartes ou photos aériennes de l'IGN pour la période actuelle (1950 à aujourd'hui).

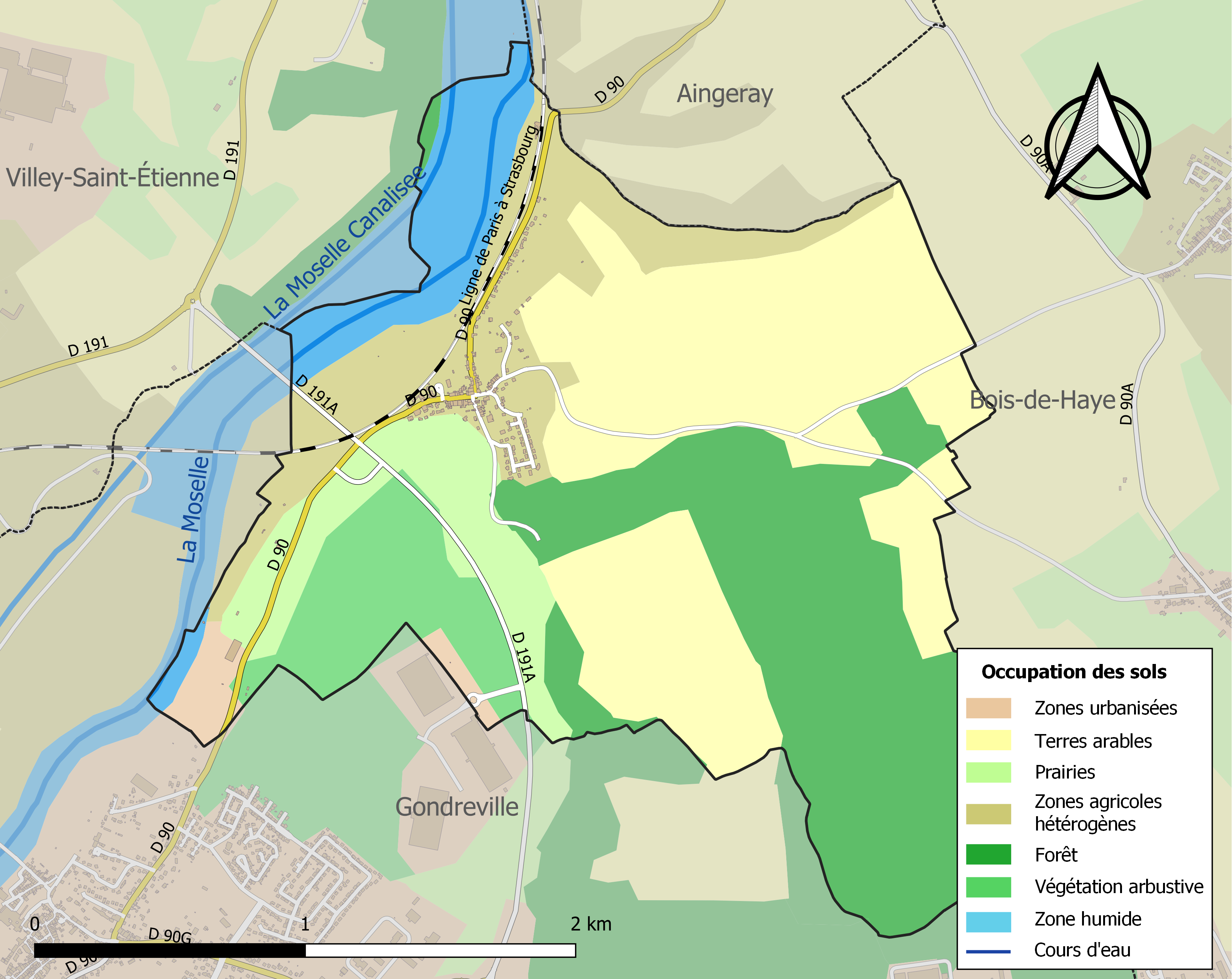
Carte des infrastructures et de l'occupation des sols de la commune en 2018 (CLC).

## Toponymie
Ecclesia S. Laurentii in villa Fontanetum (xe siècle) ; Predium quod dicitur Fontiniacum ; Fontigniacum ; Ecclesia de Fonteniaco (1091) ; Fonterniacum (1107) ; Fontanetum (1172) ; Fontenetum (1358) ; Fontenoy-lez-Gondreville (1514) et Fontenoy-sur-Moselle (1779), sont les graphies recensées par le Dictionnaire topographique du département de la Meurthe.

Le nom du village apparaît donc sous une forme latine Fonteniaco, déjà modifiée, en 1091 et Fontiniaco en 1107. On a ensuite l'ancien français « Fonteneis » en 1125 ; enfin les formes modernes Fontenoy-lez-Gondreville en 1514, Fontenoy-en-Haye et Fontenoy-sur-Moselle en 1779. Ce toponyme vient de l'anthroponyme latin Fontinius et du suffixe gallo-romain -acum, ce type de formation remonte à l'Antiquité tardive (IVe siècle-VIIe siècle) . La signification est transparente en la rapprochant du mot latin Fons, ontis signifiant source, fontaine.
La Moselle, Musel en luxembourgeois, Mosel en allemand est une rivière du nord-est de la France, du Luxembourg et de l'ouest de l'Allemagne, affluent en rive gauche du Rhin. Elle donne son nom à deux départements français : la Moselle et la Meurthe-et-Moselle.
La micro-toponymie appuie l'hypothèse qu'avant la Révolution, il y avait un signe patibulaire planté au lieu-dit la Justice,.

## Histoire

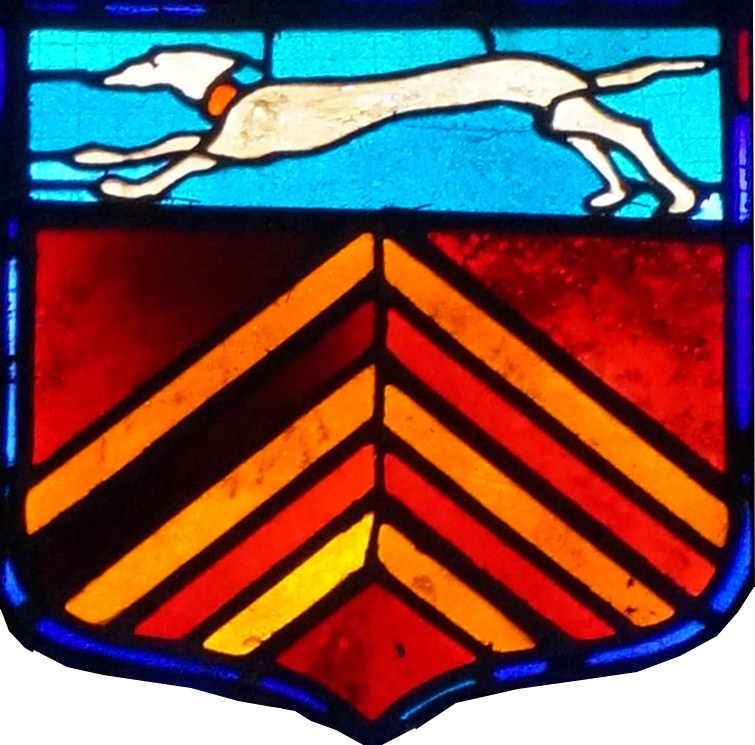
Blason des Le Preud'Homme, comtes de Fontenoy, les trois chevrons sont d'or.

### Préhistoire
J. Beaupré signale dans son ouvrage :
«On voit au Musée Lorrain des pointes de flèches, des couteaux et des grattoirs en silex venant de Fontenoy»

### Antiquité
Beaupré signale également, mais sur le territoire de la commune voisine :
«En 1835, à la Croix Sainte-Anne, sur le chemin de Gondreville à  Fontenoy (fig. 1), dans une gravière, on découvrit une vingtaine de sépultures où les squelettes reposaient dans des caissons en pierres sèchess»
et aussi Henri Lepage : 
«Vers 1835;  en défrichant le Bois-Juré  (fig. 1), on découvrit une statuette en pierre, d'une bonne exécution, qui fut acquise par M. le baron de Vincent. On a trouvé aussi, dans ce défrichement, et en différents endroits du territoire, des monnaies, qui ont été vendues... ».
Cet historien émet l'hypothèse que le village s’étendait plus à l'ouest vers Gondreville en citant la découverte de traces d'habitations qui pourraient correspondre à un établissement (agricole ?) de l’époque romaine détruit lors des invasions autour de la chute de Rome.

### Moyen Âge
Lepage indique dans son ouvrage :
«Fontenoy possédait un château féodal dont les derniers vestiges (quelques débris des tours) ont complètement disparu, lors de l'établissement du chemin de fer et en particulier de la station qui en occupe l'emplacement. C'était, au commencement du XVIIe siècle, une maison bien forte, de grande et ancienne marque, avec chapelle castrale, parterre, jardin,...»
Il nous apprend aussi que le bienheureux Jean de Gorze, à l'origine de la réforme monastique du Xe siècle, eut la cure de Fontenoy jusqu'en 933 et que ce château fort existât dès le XIIe siècle et fut érigé en chef-lieu de comté de 1625 à la Révolution et qu'enfin le village fut de nouveau ravagé par la peste, ruiné et abandonné à l'époque de la guerre de Trente-Ans, de 1630 à 1640.

### Époque contemporaine
Le 22 janvier 1871, pendant la guerre franco-prussienne, à 5 heures du matin le poste prussien qui gardait le pont de Fontenoy-sur-Moselle est surpris et massacré ou fait prisonnier par les chasseurs des Vosges,.
En représailles, le village fut pillé et brûlé en 1871 par les Prussiens qui reprochaient aux villageois d'avoir participé à la destruction du pont de la ligne de la Compagnie des chemins de fer de l'Est, ligne de Paris à Strasbourg,.
Le territoire communal portait une ancienne « batterie de Fontenoy »  (fig. 1) qui faisait partie du système de fortifications de la place forte de Toul au XIXe siècle et a laissé place aujourd'hui à un site d'entreprise.

### Anecdotes
- Le 10 mai 1914, un accident survient au rapide 32 qui partait de Nancy à 16 h 15 en direction de Paris. Il heurtait la voiture de marchandise du train 111 qui avait eu une rupture d'essieu[33].

### Liste des curés
| Liste des curés |                |
| Période         | Identité       |
| en 1643 -       | André Geoffroy |
| -               |                |

.

## Politique et administration
| Période                                  | Période      | Identité            | Étiquette | Qualité                              |
| ---------------------------------------- | ------------ | ------------------- | --------- | ------------------------------------ |
| Les données manquantes sont à compléter. |              |                     |           |                                      |
| mars 1953                                | juin 1995    | Marcel L'Huillier   |           | Maraîcher - horticulteur             |
| juillet 1995                             | mars 2014    | Jeanne Bluette      |           | Retraitée                            |
| mars 2014                                | juillet 2020 | André Magnier       |           | Retraité de la fonction publique     |
| juillet 2020                             | En cours     | Patricia Winiarski, |           | Employée administrative d'entreprise |

### Intercommunalité
La commune est rattachée à Communauté de communes de Hazelle en Haye.

### Budget et fiscalité 2021

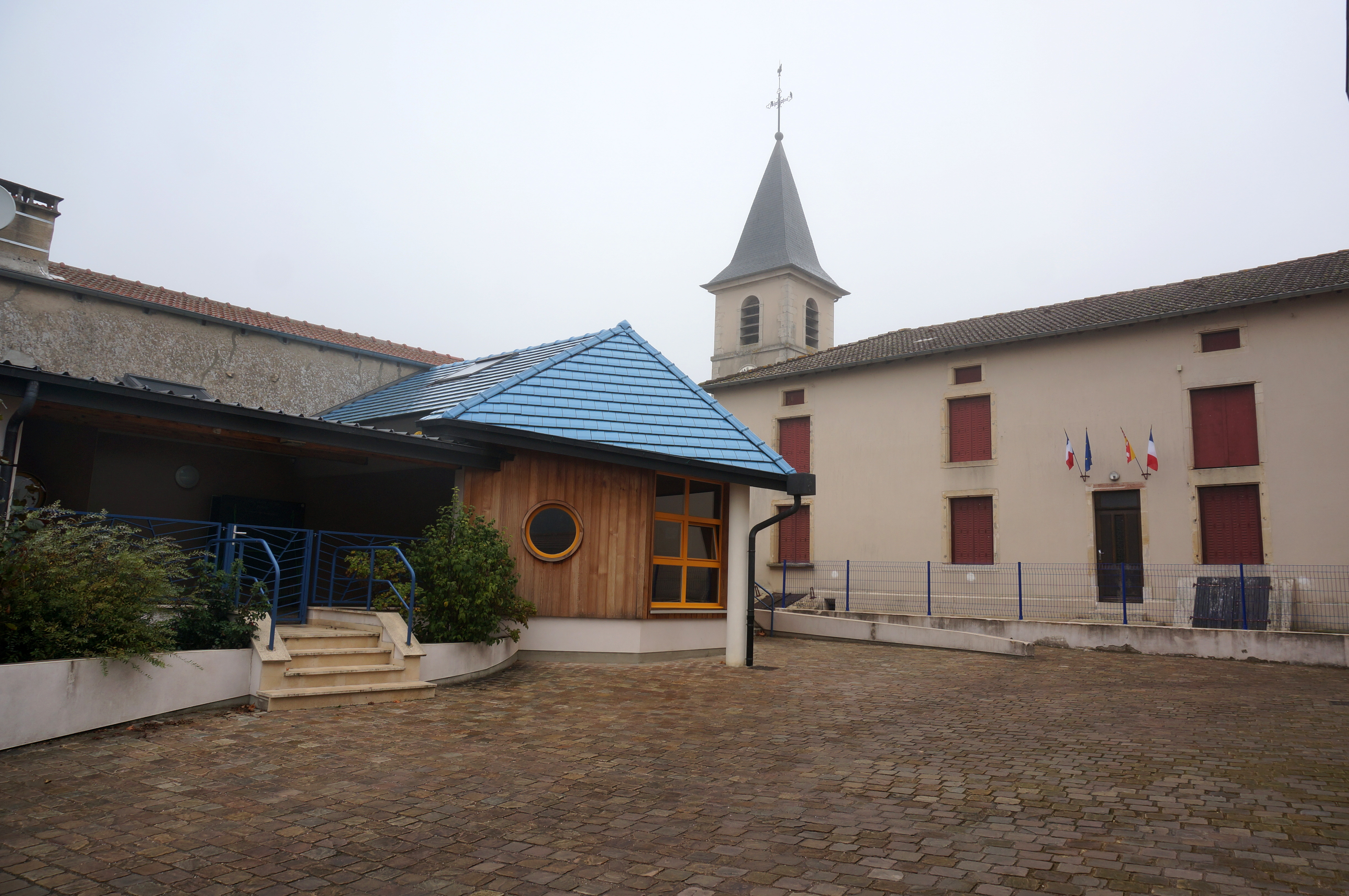
Mairie.

En 2021, le budget de la commune était constitué ainsi :
- total des produits de fonctionnement : 216 000 €, soit 568 € par habitant ;
- total des charges de fonctionnement : 263 000 €, soit 692 € par habitant ;
- total des ressources d'investissement : 62 000 €, soit 163 € par habitant ;
- total des emplois d'investissement : 43 000 €, soit 112 € par habitant ;
- endettement : 0 €, soit 0 € par habitant.

Avec les taux de fiscalité suivants :
- taxe d'habitation : 8,88 % ;
- taxe foncière sur les propriétés bâties : 2+6,24 % ;
- taxe foncière sur les propriétés non bâties : 14,42 % ;
- taxe additionnelle à la taxe foncière sur les propriétés non bâties : 0,00 % ;
- cotisation foncière des entreprises : 0,00 %.

Chiffres clés Revenus et pauvreté des ménages en 2020 : médiane en 2020 du revenu disponible, par unité de consommation : 27 000 €.

## Population et société

### Démographie

#### Pyramide des âges
L'évolution du nombre d'habitants est connue à travers les recensements de la population effectués dans la commune depuis 1793. Pour les communes de moins de 10 000 habitants, une enquête de recensement portant sur toute la population est réalisée tous les cinq ans, les populations de référence des années intermédiaires étant quant à elles estimées par interpolation ou extrapolation. Pour la commune, le premier recensement exhaustif entrant dans le cadre du nouveau dispositif a été réalisé en 2006.

En 2022, la commune comptait 368 habitants, en évolution de −1,08 % par rapport à 2016 (Meurthe-et-Moselle : −0,13 %, France hors Mayotte : +2,11 %).
| 1793 | 1800 | 1806 | 1821 | 1831 | 1836 | 1841 | 1846 | 1851 |
| ---- | ---- | ---- | ---- | ---- | ---- | ---- | ---- | ---- |
| 172  | 191  | 191  | 199  | 207  | 233  | 248  | 247  | 420  |

| 1856 | 1861 | 1872 | 1876 | 1881 | 1886 | 1891 | 1896 | 1901 |
| ---- | ---- | ---- | ---- | ---- | ---- | ---- | ---- | ---- |
| 261  | 264  | 239  | 250  | 229  | 230  | 217  | 220  | 210  |

| 1906 | 1911 | 1921 | 1926 | 1931 | 1936 | 1946 | 1954 | 1962 |
| ---- | ---- | ---- | ---- | ---- | ---- | ---- | ---- | ---- |
| 191  | 210  | 219  | 211  | 221  | 206  | 223  | 220  | 234  |

| 1968 | 1975 | 1982 | 1990 | 1999 | 2006 | 2011 | 2016 | 2021 |
| ---- | ---- | ---- | ---- | ---- | ---- | ---- | ---- | ---- |
| 206  | 219  | 229  | 224  | 195  | 350  | 363  | 372  | 371  |

| 2022 | - | - | - | - | - | - | - | - |
| ---- | - | - | - | - | - | - | - | - |
| 368  | - | - | - | - | - | - | - | - |

### Enseignement
Établissements d'enseignements :
- Écoles maternelles et primaires à Gondreville, Villey-Saint-Étienne, Bois-de-Haye, Aingeray, Toul.
- Collèges à Gondreville, Villey-Saint-Étienne, Bois-de-Haye, Aingeray.
- Lycées à Toul, Liverdun.

### Santé
Professionnels et établissements de santé :
- Médecins à Villey-Saint-Étienne, Gondreville, Velaine-en-Haye, Liverdun, Toul.
- Pharmacies à Gondreville, Liverdun, Toul.
- Hôpitaux à Liverdun, Toul, Dommartin-lès-Toul, Pompey, Laxou.

### Cultes
- Culte catholique, Secteur pastoral du Toulois[45], Diocèse de Nancy et Toul.

## Économie
E. Grosse indique dana son ouvrage pour le XIXe siècle :
«Surface territ., 544 hect. cadast., dont 246 en terres labour., 99 en bois, 34 en prés et 12 en vignes de qualité médiocre. Mes. de Nancy»
indiquant par là même que ce village était essentiellement agricole, quoique modestement viticole, il évoque également la présence ancien d'un moulin à grain et un à écorces sur la Moselle.

### Secteur primaire ouagriculture
Le secteur primaire comprend, outre les exploitations agricoles et les élevages, les établissements liés à l’exploitation de la forêt et les pêcheurs.
D'après le recensement agricole 2010 du Ministère de l'agriculture (Agreste), la commune de Fontenoy-sur-Moselle était majoritairement orientée sur la production de céréales et d'oléagineux sur une surface agricole utilisée d'environ 94 hectares (en deçà de la surface cultivable communale) en nette baisse depuis 1988 - Le cheptel en unité de gros bétail s'est réduit de 17 à zéro entre 1988 et 2010. Il n'y avait plus qu'une exploitation agricole ayant son siège dans la commune employant 1 unité de travail.

## Culture locale et patrimoine

### Lieux et monuments

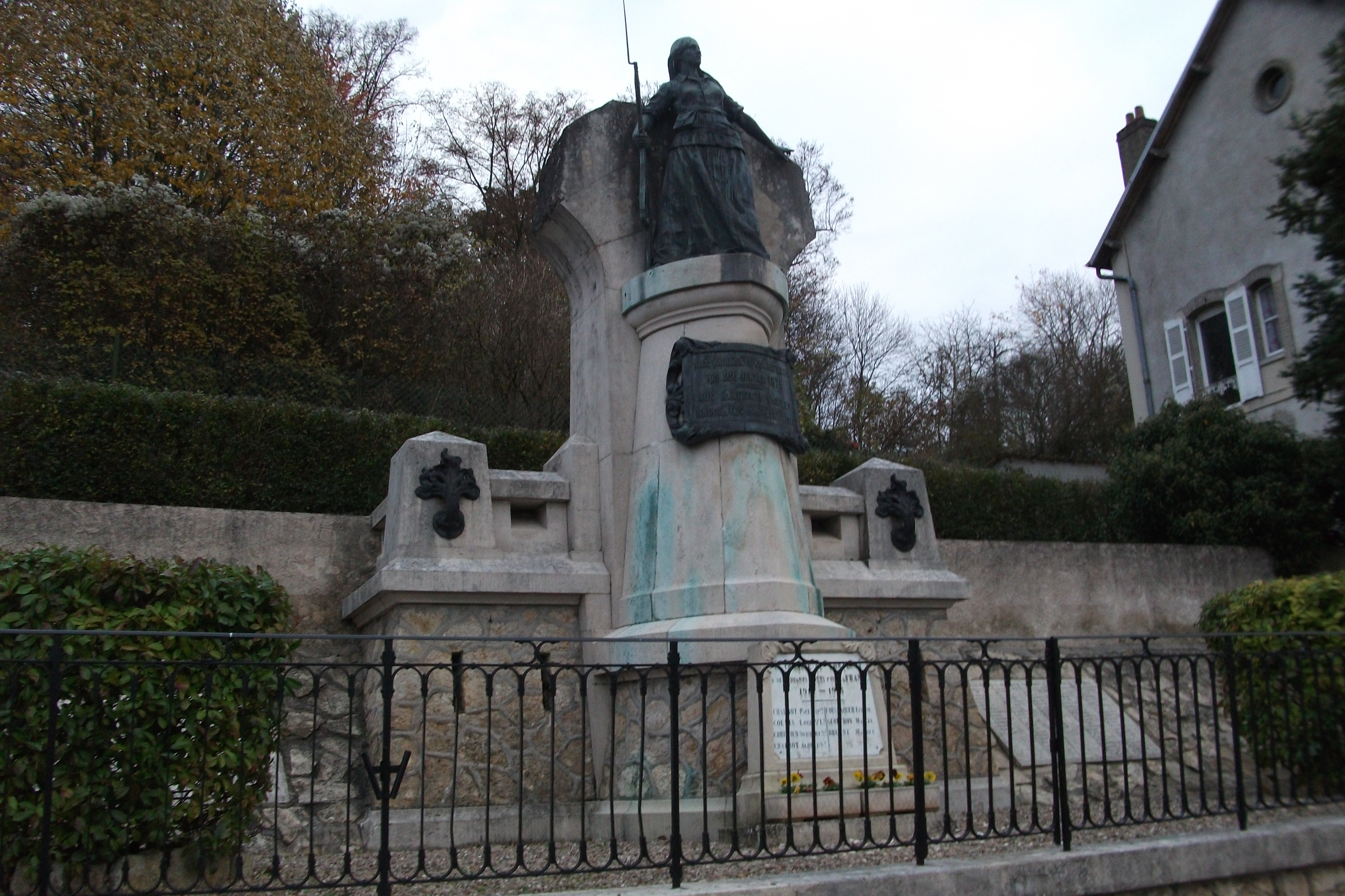
Monument aux morts.

- Château fort 13e[48] démoli vers 1820, mais vers 1850, on voyait encore les ruines d'un château assez vaste, fortifié de murailles et de tours, dont une seule était encore debout. Ces ruines ont disparu à l'occasion de la création du chemin de fer : la gare en occupe l'emplacement[49].
- Monuments commémoratifs :
  - Monument commémoratif de la guerre franco-prussienne de 1870 victimes civiles et militaires de l'incendie du 22 janvier 1871, au pied duquel furent ajoutées les victimes des autres guerres[50]
  - Monument, appelé La Croix Maillard[51].
- Église Saint-Laurent, ancienne chapelle castrale[52] : chœur gothique 16e, vitraux 16e[53], tombeaux des comtes de Fontenoy[54].

#### Viaduc de Fontenoy

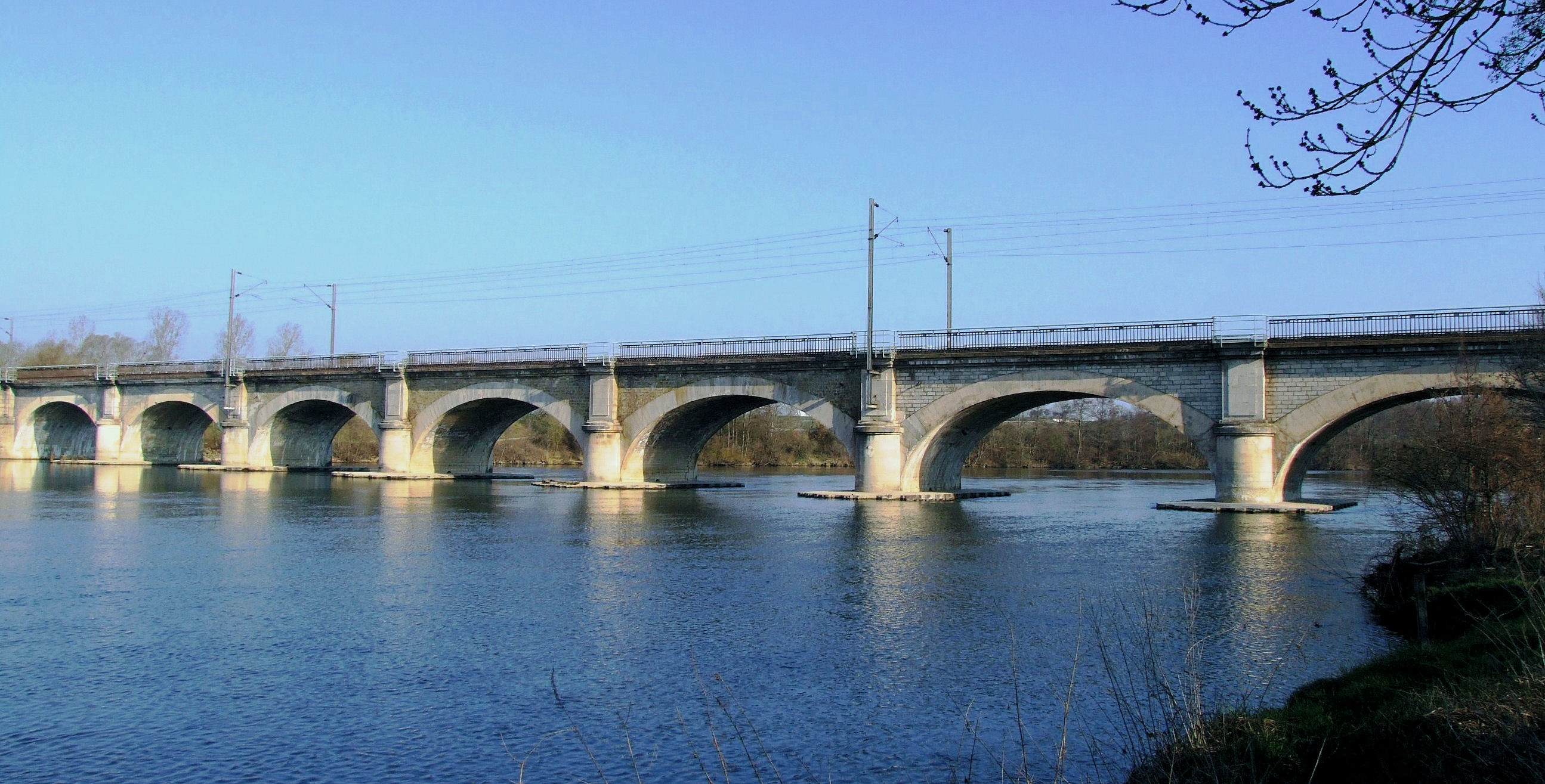
Viaduc de Fontenoy.

Cet ouvrage permet à la ligne de chemin de fer de Paris à Strasbourg de franchir la Moselle entre les gares de Toul et de Fontenoy-sur-Moselle.
La construction du pont est commencée en 1850 et se termine à la fin de 1851.
L'ouvrage a subi les vicissitudes des guerres franco-allemandes.
Le 22 janvier 1871, à la fin de la guerre franco-prussienne de 1870, un groupe de francs-tireurs français, créé à l'initiative de Gambetta pour entreprendre des actions contre les lignes de chemin de fer de l'Est, fait sauter une mine qui détruit deux arches du pont. Une pile du pont est foudroyée et les deux arches adjacents s'écroulent. Les généraux allemands sont persuadés que la population a aidé les francs-tireurs. Ils donnent l'ordre d'évacuer et d'incendier le village. Une amende de dix millions de francs est imposée à la Lorraine et toute la population des environs est réquisitionnée pour reconstruire les deux travées par un remblaiement de la brèche sur 35 m. Les travaux commencés le 22 janvier sont terminés le 10 février. Mais cette destruction n'a pas d'influence sur le déroulement de la guerre car un armistice est signé le 26 janvier. L'armée allemande quitte Nancy le 1er août 1873.
En juin 1940, au début de l'offensive allemande de la Seconde Guerre mondiale l'armée française détruit deux arches côté Paris. Les pionniers allemands commencent par construire un pont provisoire en bois pour franchir la brèche de 35 m environ, puis les deux arches et la pile sont reconstruites en béton. Les arches sont réalisées suivant le même profil qu'à l'origine. Chaque arche a été reconstruite en la coupant en trois parties successives grâce à des cintres métalliques noyés dans les arches : les deux premières parties de 1,80 m chacune en bord de l'arche, puis la partie centrale de 3,80 m.
L'ouvrage initial comportait 7 arches en maçonnerie.
* Longueur : 157 m
* Distance entraxes des piles : 18,60 m
* Ouverture des arches : 16 m
* Flèche des arches au-dessus de leur naissance : 4,95 m
* Distance entre les garde-corps : 8,06 m
* Épaisseur des 2 arches en béton : 1 m.

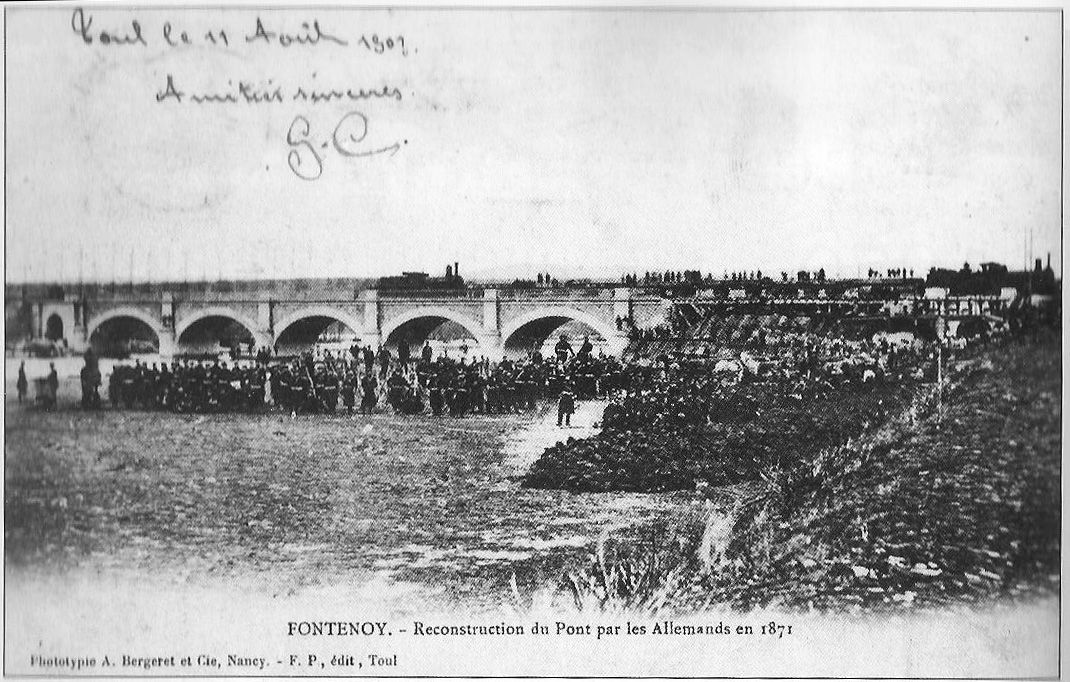
Reconstruction du pont sous la surveillance de l'armée prussienne.
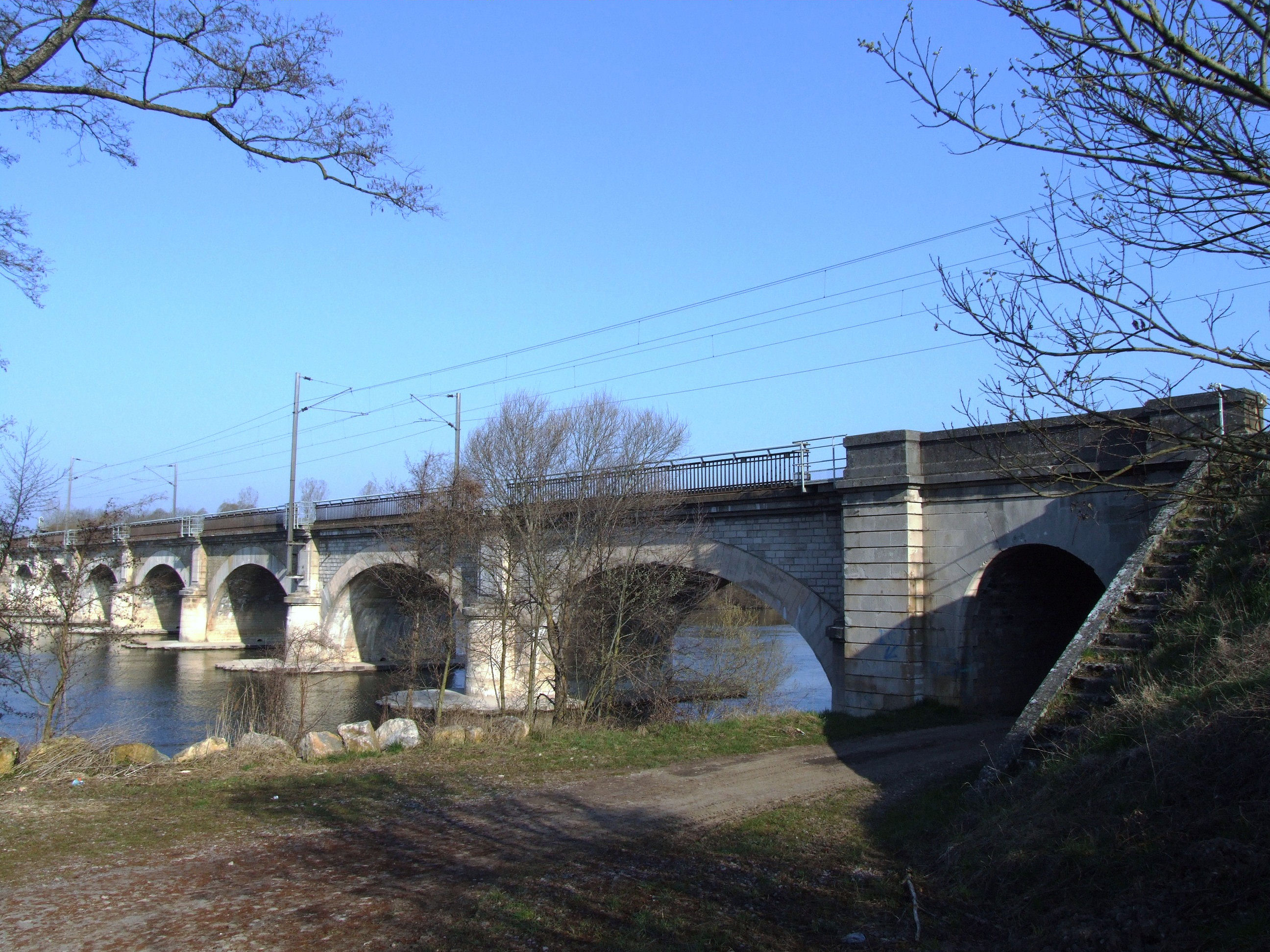
La culée du viaduc de Fontenoy.

### Pont de Fontenoy-sur-Moselle

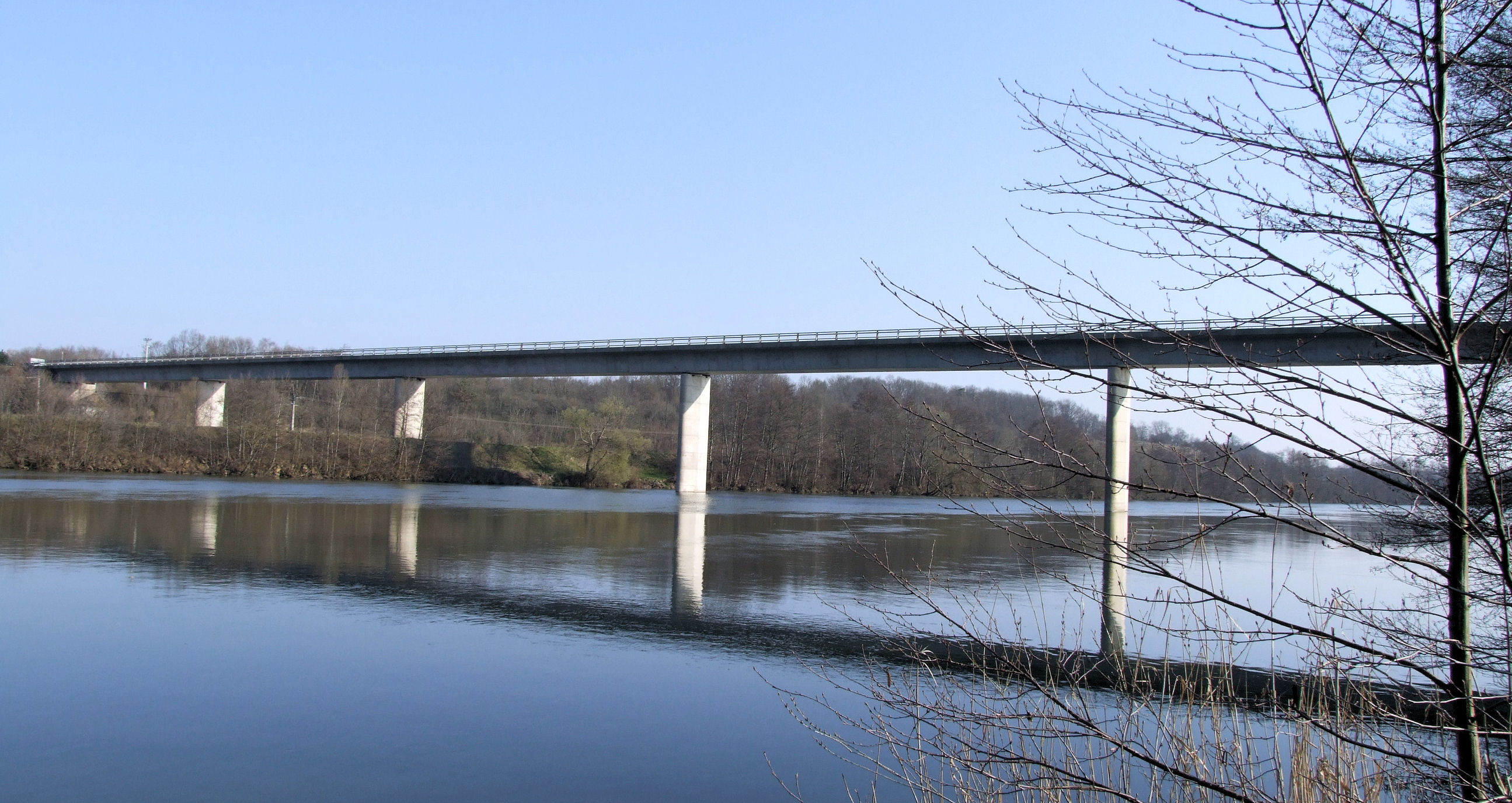
Pont de Fontenoy.

Pont en béton précontraint franchissant la Moselle. Le tablier a été construit en voussoirs préfabriqués posés à l'avancement à l'aide d'un haubanage provisoire par l'entreprise Campenon-Bernard.
Longueur : 629,95 m
Portées des travées : 43,123 m - 10 x 52,702 m - 50,807 m
Largeur du tablier : 10,50 m.

### Personnalités liées à la commune
- Jacques Royer, né le 30 mars 1934.[pourquoi ?]

### Héraldique, logotype et devise
| Blason de Fontenoy-sur-Moselle | Blason  | D'azur au pont de cinq arches flambant cousu de gueules, au chef parti au I de gueules aux trois chevrons d'or et au chef cousu d'azur chargé d'un lévrier d'argent colleté de gueules et au II burelé d'argent et de gueules de dix pièces. |
| Blason de Fontenoy-sur-Moselle | Détails | * Ces armes emploient le terme « cousu » dans le seul but de contrevenir à la règle de contrariété des couleurs : elles sont fautives : gueules sur azur et azur sur gueules. Le pont flambant de gueules évoque la destruction du pont de Fontenoy le 22 janvier 1871 par les francs-tireurs et l'incendie du village par les Prussiens. Les quartiers du chef sont: à dextre celui de la famille Le Prud'Homme, comte de Fontenoy au XVIIIe siècle; et à senestre celui de la famille d'Igny, premier titulaire du titre de comte. Adopté vers 1978. |